# Phanoperla schmidi
Phanoperla schmidi är en bäcksländeart som beskrevs av Peter Zwick 1982. Phanoperla schmidi ingår i släktet Phanoperla och familjen jättebäcksländor. Inga underarter finns listade i Catalogue of Life.